# The Technomancer
The Technomancer è un videogioco di ruolo del 2016 pubblicato da Focus Home Interactive per Microsoft Windows, Xbox One e PlayStation 4.

## Sviluppo
Annunciato nel 2015, The Technomancer era originariamente previsto per l'inizio del 2016, tuttavia la data di pubblicazione del gioco è stata successivamente spostata nel periodo estivo.